# Gold Derby
Gold Derby é um website estadunidense responsável por previsões de premiações e novidades de entretenimento, fundado em 2000 por Tom O'Neil. O website começou a distribuir condecorações em sua própria premiação, o Gold Derby Awards, para filme e televisão em 2003, e em 2021 para música. Em 2015, o website foi adquirido pela Penske Media Corporation (PMC).

## Gold Derby Music Awards
Criado em 2020 (premiações entregues em 2021) o Gold Derby Music Awards permite que os usuários do site possam votar em suas músicas, álbuns e artistas favoritos do ano, que cobre o mesmo período de elegibilidade do Grammy. 

### Vencedores e indicados
2021
| Categoria                        | Indicados | Vencedor                                      |
| -------------------------------- | --- | --------------------------------------------- |
| Artista do Ano                   | - Fiona Apple - BTS - Billie Eilish - Ariana Grande - Lady Gaga - Dua Lipa - Megan Thee Stallion - Harry Styles - Taylor Swift - The Weeknd | Taylor Swift                                  |
| Album do Ano                     | - After Hours, The Weekend - Chromatica, Lady Gaga - Fetch The Bolt Cutters, Fiona Apple - Fine Line, Harry Styles - Folklore, Taylor Swift - Future Nostalgia, Dua Lipa - Hollywood's Bleeding, Post Malone - Punisher, Phoebe Bridgers - Sawayama, Rina Sawayama - Ungodly Hour, Chloe x Halle                  | Folklore, Taylor Swift                        |
| Gravação do Ano                  | - Adore You, Harry Styles - Blinding Lights, The Weekend - Cardigan, Taylor Swift - Circles, Post Malone - Don't Start Now, Dua Lipa - Everything I Wanted, Billie Eilish - Rain On Me, Lady Gaga, Ariana Grande - Shameika, Fiona Apple - Stupid Love, Lady Gaga - Wap, Cardi B featuring Meghan Thee Stallion   | Cardigan, Taylor Swift                        |
| Canção do Ano                    | - Adore You, Harry Styles - Black Parade, Beyoncé - Blinding Lights, The Weekend - Cardigan, Taylor Swift - Don't Start Now, Dua Lipa - Everything I Wanted, Billie Eilish - Fetch The Bolt Cutters, Fiona Apple - Rain on Me, Lady Gaga featuring Ariana Grande - Shameika, Fiona Apple - Stupid Love, Lady Gaga | Cardigan, Taylor Swift                        |
| Melhor Artista Revelação         | - Blackpink - Phoebe Bridgers - Doja Cat - Conan Gray - Joji - Lauv - Megan Thee Stallion - Orville Peck - Roddy Rich - Rina Sawayama | Blackpink                                     |
| Melhor Artista Country/Americana | - The Chicks - Bob Dylan - The Highwoman - Maren Morris - Carrie Underwood | Carrie Underwood                              |
| Melhor Artista Latino            | - Anitta - Bad Bunny - J Balvin - Maluma - Rick Martin | Anitta                                        |
| Melhor Artista Pop               | - Lady Gaga - Dua Lipa - Harry Styles - Taylor Swift - The Weeknd | Taylor Swift                                  |
| Melhor Artista R&B               | - Beyoncé - Chloe x Halle - Doja Cat - Alicia Keys - The Weeknd | The Weeknd                                    |
| Melhor Artista Rap/Hip Hop       | - Cardi B - Childish Gambino - Post Malone - Megan Thee Stallion - Run the Jewels | Cardi B                                       |
| Melhor Artista Rock/Alternativo  | - Fiona Apple - Phoebe Bridgers - Haim - Alanis Morissette - Rina Sawayama | Fiona Apple                                   |
| Melhor Vídeo Musical             | - Blinding Lights, The Weeknd - Cardigan, Taylor Swift - Phisical, Dua Lipa - Rain on Me, Lady Gaga featuring Ariana Grande - Wap, Cardi B featuring Megan Thee Stallion | Rain on Me, Lady Gaga featuring Ariana Grande |

2022 
| Categoria                        | Indicados | Vencedor                                       |
| -------------------------------- | --- | ---------------------------------------------- |
| Artista do Ano                   | - BTS - Bo Burnham - Doja Cat - Billie Eilish - Ariana Grande - Lady Gaga - Lil Nas X - Dua Lipa - Olivia Rodrigo - Taylor Swift | Taylor Swift                                   |
| Album do Ano                     | - Chemtrails Over The Country Club, Lana del Rey - Evermore, Taylor Swift - Happier Than Ever, Billie Eilish - Inside: The Songs, Bo Burnham - Love for Sale, Tony Bennet e Lady Gaga - Montero, Lil Nas X - Hollywood's Bleeding, Post Malone - Planet Her, Doja Cat - Plastic Hearts, Miley Cyrus - Positions, Ariana Grande - Sour, Olivia Rodrigo | Chemtrails Over The Country Club, Lana del Rey |
| Gravação do Ano                  | - Drivers License, Olivia Rodrigo - Happier Than Ever, Billie Eilish - I Get a Kick Out of You — Tony Bennett and Lady Gaga - Industry Baby, Lil Nas X feat. Jack Harlow - Kiss Me More, Doja Cat feat. SZA - Leave the Door Open, Silk Sonic - Levitating, Dua Lipa - Montero (Call Me by Your Name), Lil Nas X - 911, Lady Gaga - Willow, Taylor Swift | Willow, Taylor Swift                           |
| Canção do Ano                    | - All Eyes on Me, Bo Burnham (Bo Burnham) - Drivers License, Olivia Rodrigo/Dan Nigro - Good Days, SZA/Carlos Muñoz/Carter Lang/ Christopher Ruelas/Jacob Collier - Happier Than Ever, Billie Eilish/Finneas - Kiss Me More, Doja Car/Lukasz Gottwald/SZA/Stephen Kipner/Terry Shaddick - Leave the Door Open, Bruno Mars/Anderson Paak/D’Mile/Christopher Brody Brown - Levitating, Dua Lipa/Clarence Coffee Jr./ Sarah Hudson/Stephen Kozmeniuk - Montero (Call Me by Your Name), Lil Nas X/Denzel Baptiste/David Biral, Omer Fedi/Rosario Lenzo - 911, Lady Gaga/BloodPop/Madeon/Justin Tranter - Willow, Taylor Swift/Aaron Dessner | Willow, Taylor Swift/Aaron Dessner             |
| Melhor Artista Revelação         | - Bo Burnham - Clairo - Glass Animals - Japanese Breakfast - The Kid LAROI - Maneskin - Ava Max - Arlo Parks - Olivia Rodrigo - Saweetie | Olivia Rodrigo                                 |
| Melhor Artista Country/Americana | - Brandi Carlile - Kacey Musgraves - Blake Shelton - Chris Stapleton - Carrie Underwood | Kacey Musgraves                                |
| Melhor Canção Country/Americana  | - Brandi Carlile | Kacey Musgraves                                |
| Melhor Albúm Country/Americana   | - Brandi Carlile | Kacey Musgraves                                |
| Melhor Artista Latino            | - Anitta - Bad Bunny - J Balvin - Maluma - Rick Martin | Anitta                                         |
| Melhor Artista Pop               | - Lady Gaga - Dua Lipa - Harry Styles - Taylor Swift - The Weeknd | Taylor Swift                                   |
| Melhor Artista R&B               | - Beyoncé - Chloe x Halle - Doja Cat - Alicia Keys - The Weeknd | The Weeknd                                     |
| Melhor Artista Rap/Hip Hop       | - Cardi B - Childish Gambino - Post Malone - Megan Thee Stallion - Run the Jewels | Cardi B                                        |
| Melhor Artista Rock/Alternativo  | - Fiona Apple - Phoebe Bridgers - Haim - Alanis Morissette - Rina Sawayama | Fiona Apple                                    |
| Melhor Vídeo Musical             | - Blinding Lights, The Weeknd - Cardigan, Taylor Swift - Phisical, Dua Lipa - Rain on Me, Lady Gaga featuring Ariana Grande - Wap, Cardi B featuring Megan Thee Stallion | Rain on Me, Lady Gaga featuring Ariana Grande  |